# 3-я византийская малая хроника
3-я византийская малая хроника — историческое сочинение, по всей видимости, состоящее из выдержек из некого неизвестного сегодня источника. Названа по изданию П. Шрайнера, где эта хроника приведена под номером 3. Сохранилась в рукописи XVI в. Состоит из 7 заметок, охватывающих период с 781 по 1063 гг. Описывает события политической истории Византии, истории византийской церкви и стихийные бедствия. Сообщает о крещении росов при Василии I Македонянине.

## Издания
1. Sp. Lampros. Βραχέα χρονικά σημειώματα. NE 14 (1917) p. 401-402.
2. P. Schreiner. Die byzantinischen kleinchroniken. V. 1. Wien, 1975, p. 50-51.

## Переводы на русский язык
- 3-я византийская малая хроника в переводе А. С. Досаева на сайте Восточной литературы